# Combat de Brée
 (mars 2016).
Si vous disposez d'ouvrages ou d'articles de référence ou si vous connaissez des sites web de qualité traitant du thème abordé ici, merci de compléter l'article en donnant les références utiles à sa vérifiabilité et en les liant à la section « Notes et références ».
Chouannerie
Le combat de Brée est un combat de la Chouannerie qui opposa Chouans et Républicains en juin 1795.

## Le combat
Le bourg de Brée est gardé par un petit détachement d'une vingtaine soldats républicains, des chasseurs Belges, auxquels se sont joints plusieurs des habitants, patriotes déclarés.
Une troupe nombreuse de 400 à 500 Chouans vient l'assaillir. Le combat dure neuf heures puis la garnison se réfugie dans le clocher de l'église de Brée d'où elle continue pendant longtemps à résister. Les Chouans parviennent à mettre le feu tout à l'entour. Les républicains, suffoqués par la fumée, offrent de se rendre si on leur accorde la vie sauve.
Ils reçoivent une promesse solennelle ; mais lorsqu'ils ont livré leurs armes, ils sont tous fusillés.
Les désastres liés à l'incendie sont réparés par le curé de Brée : M. Roullois.

## Sources partielles
- Jacques Duchemin-Descepeaux, Lettres sur l'origine de la Chouannerie et sur les Chouans
- Jean Julien Michel Savary, Guerres des Vendéens et des Chouans contre la République française, p. 154.
- Abbé Gérault, Notice historique sur Évron : Son abbaye et ses monuments, éd. Sauvage-Hardy, 1840